# Dolomedes raptor
Espèce
Dolomedes raptor est une espèce d'araignées aranéomorphes de la famille des Dolomedidae.

## Distribution
Cette espèce se rencontre au Japon, en Corée du Sud, en Chine et en Russie en Sibérie.

## Description

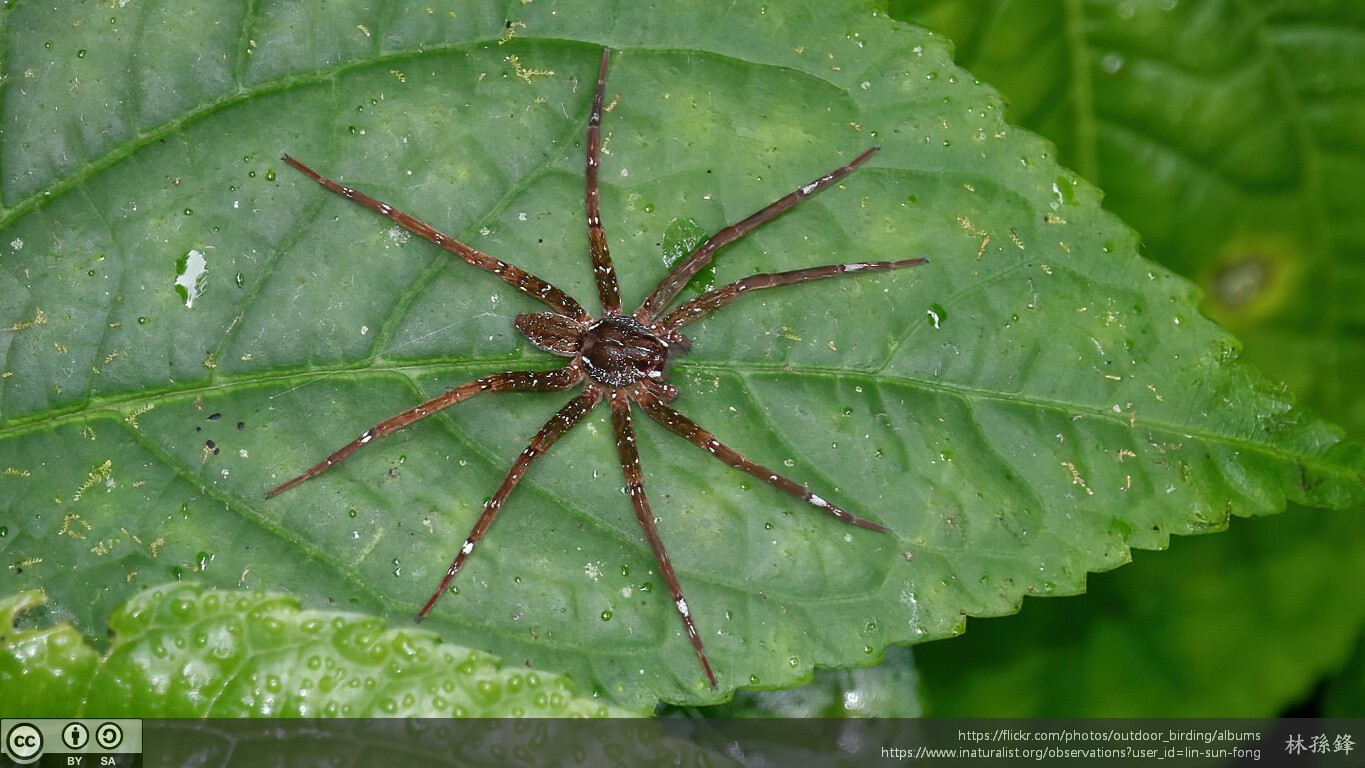
Dolomedes raptor

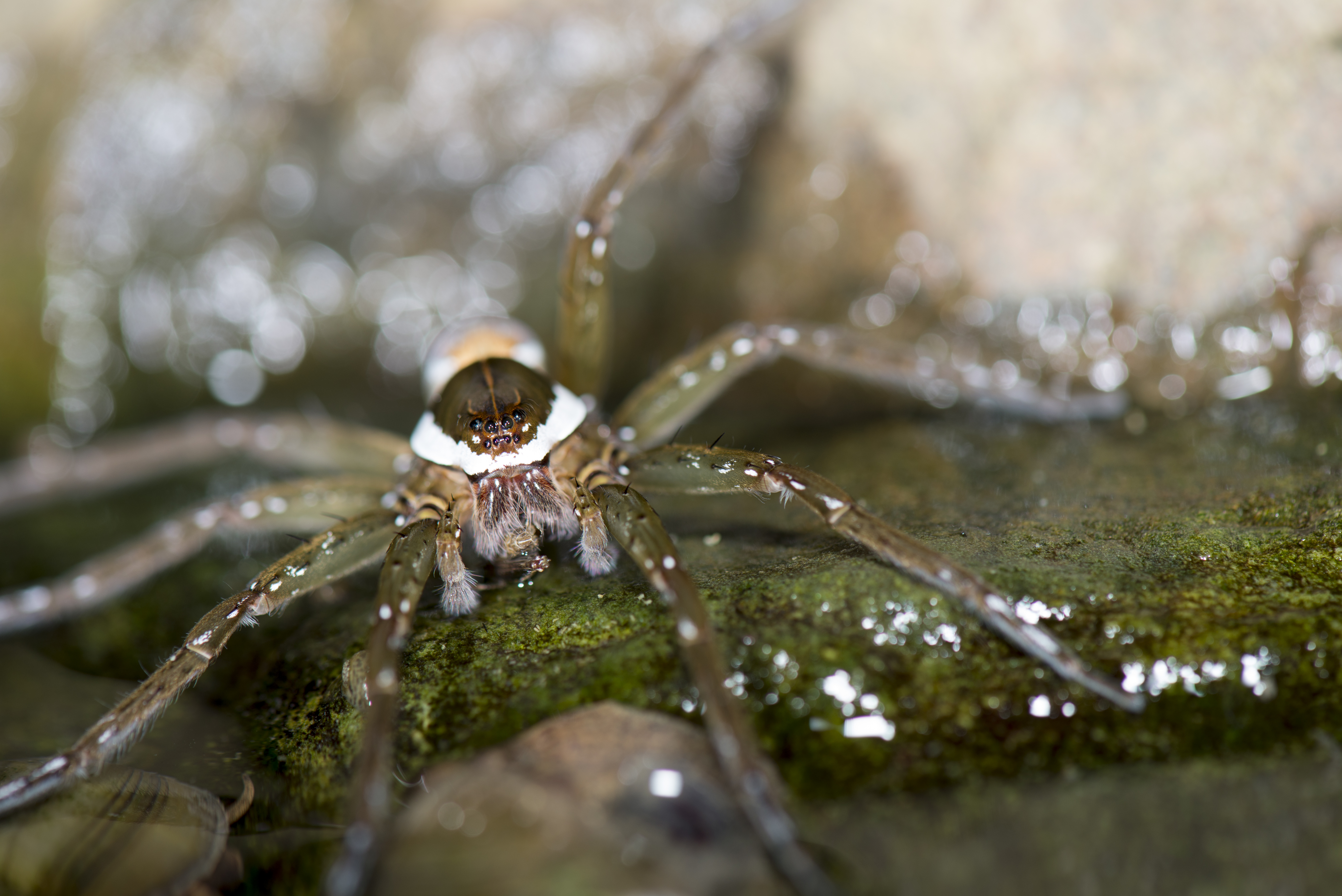
Dolomedes raptor

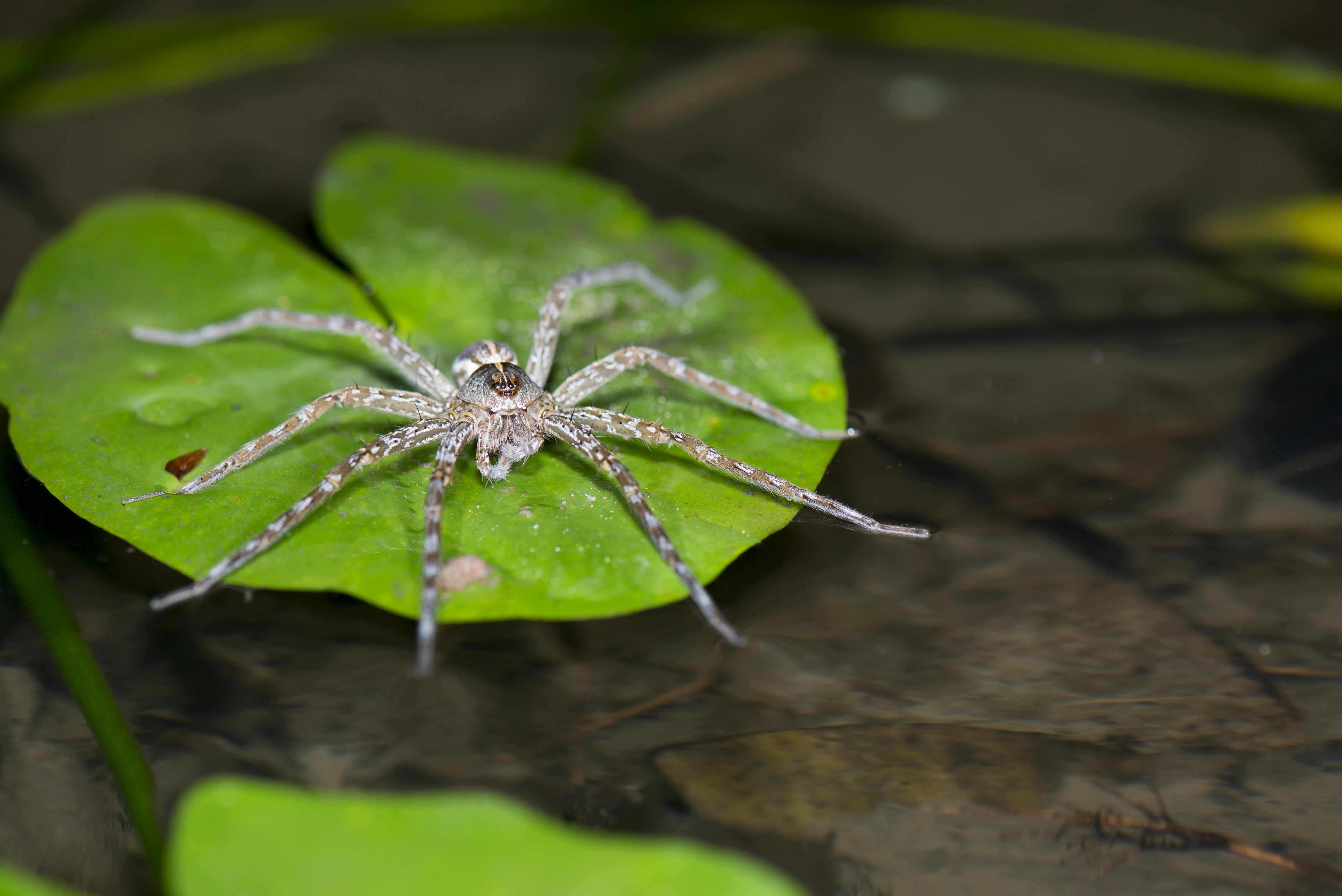
Dolomedes raptor

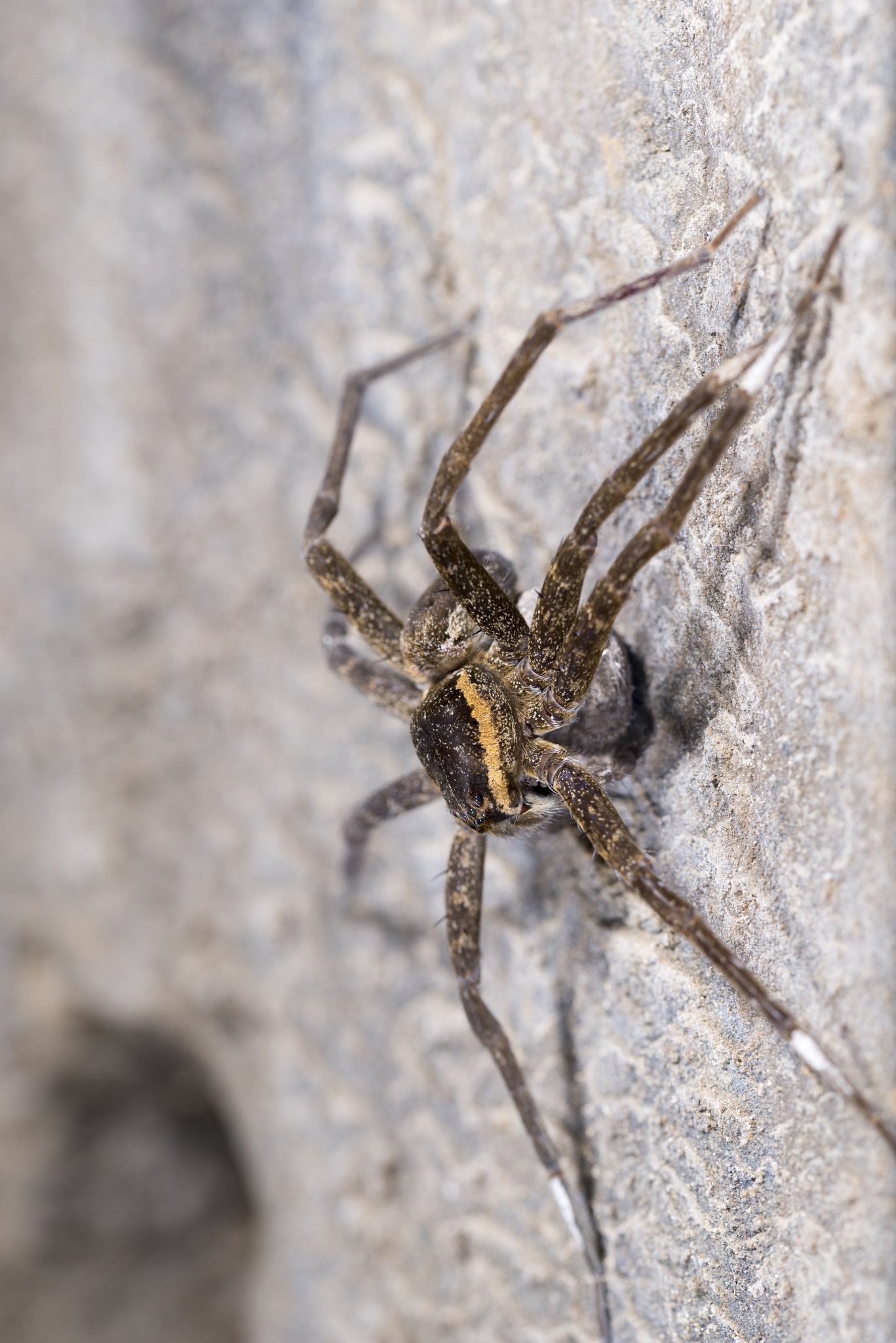
Dolomedes raptor

La femelle subadulte holotype mesure 15 mm.
Les mâles mesurent de 14 à 18 mm et les femelles de 18 à 27 mm.

## Systématique et taxinomie
Cette espèce a été décrite par Bösenberg et Strand en 1906.

## Publication originale
- Bösenberg & Strand, 1906 : « Japanische Spinnen. » Abhandlungen der Senckenbergischen Naturforschenden Gesellschaft, vol. 30, p. 93-422 (texte intégral).